# Грицук, Марина
Марина (Маруся) Георгиевна Грицук (род. 21 марта 1980 года, Брест) — белорусская актриса, юмористка, чемпионка Высшей лиги КВН, обладательница Летнего кубка и «Большого КиВиНа в Золотом» в составе команды «БГУ» (Минск), обладательница Летнего кубка в составе команды «Сборная СССР», актриса «Дизель-Шоу», телеведущая различных проектов белорусского телевидения.

## КВН

### Команда КВН БГУ
Мария поступила Брестский государственный технический университет, где начала играть в КВН. В студенческой команде познакомилась с Вадимом Галыгиным, который был участником различных белорусских команд КВН. В 2000 году они вместе присоединились к главной команде страны — «БГУ».
До этого команда Белорусского государственного университета была чемпионом Высшей лиги 1999 года. Мария и Вадим усилили команду к Летнему кубку КВН на Кипре, который минчане выиграли у команды «Дети лейтенанта Шмидта». А на следующий год Мария стала чемпионкой Высшей лиги КВН.

### Сборная СССР
В 2003 году Маруся присоединилась к команде «Сборная СССР», собранной специально для участия в Летнем кубке КВН. Эксперимент оказался удачным — «Сборная СССР» выиграла кубок, обыграв «УЕздный город» и команду «Уральские пельмени».
Помимо Летнего кубка, команда дважды принимала участие в «Спецпроектах КВН».

## Телекарьера
В 2004 году Грицук начала карьеру телеведущей на белорусском телевидении. В 2006 году вместе с Вадимом Галыгиным была ведущей передачи «Очень Русское ТВ».
Работала в программах «Наше утро», «Жди меня», «Родители в школу».
Была ведущей программ «Фактор смеха», «Серебряный граммофон».

## Дизель-шоу
В 2019 году актёр «Дизель-шоу» и бывший фронтмен команды КВН «ЧП» (Минск) Евгений Сморигин предложил ей вернуться на сцену в составе «Дизель-шоу». В нем она проработала до 2022 года.

### После вторжения России в Украину
Накануне начала войны актриса участвовала в съемках выпуска «Дизель-шоу». Её вылет в Беларусь был запланирован в ночь на 24 февраля. Руководитель «Дизель-шоу» Егор Крутоголов сообщил, что другой руководитель проекта Алексей Бланарь вывез Грицук в свой дом в Дымере, в 35 километрах от Киева, но населённый пункт оказался под российской оккупацией. По словам Крутоголова, первый ответ от Бланаря и Грицук команда получила только спустя пять дней после начала войны, Грицук эвакуировали в Беларусь спустя 17 дней на танке.

## Возобновление карьеры
После года молчания в социальных сетях Грицук стала ведущей утреннего шоу «Подъём» на российском телеканале «ТНТ International» в Беларуси.